# Umbrailpas
De Umbrailpas (Italiaans: Giogo di Sta. Maria / alternatieve Duitse naam: Wormserjoch) is een bergpas die ligt op de grens van Italië en Zwitserland in het Nationaal Park Stelvio.
Op het hoogste punt wordt een hoogte van 2503m aangegeven, waar echter de officiële hoogte 2501m bedraagt, vanwege correcties op de hoogtebepaling door de Zwitserse autoriteiten. De pashoogte ligt niet ver van de 250 meter hogere Stelviopas. In vroegere tijden vormde de Umbrailpas de verbinding tussen het Val Venosta (Vinschau) en het Valtellina. De huidige weg is in 1901 aangelegd. Vanwege de hevige sneeuwval op de pashoogte is de weg over de Umbrail ieder jaar van oktober tot mei afgesloten voor verkeer.
In het westen begint de route in Bormio, de belangrijkste plaats in dit deel van het Valtellina. De weg loopt boven het dal van de Adda richting het woeste onbewoonde dal van de Braulio. De weg is aanvankelijk gemakkelijk te rijden. Na enkele kilometers zitten er echter smalle, onverlichte tunnels met onoverzichtelijke bochten in het traject. Passeren is hier onmogelijk. Na de serie tunnels is de grote waterval van de rivier de Braulio bereikt en volgen er enkele haarspeldbochten. Hierna vervolgt zich de weg over een groene hoogvlakte. Na enkele kilometers opent zich aan de linkerkant het Val Muranzina en is de pashoogte/douane bereikt. De Stelviopas is op dit punt drie kilometer verwijderd.
De afdaling door het Val Muranzina leidt met 34 haarspeldbochten door nagenoeg onbewoond gebied. Het maximale hellingspercentage aan deze zijde is 14%. Tot 2015 was de weg halverwege voor enige honderden meters niet geasfalteerd, maar dit leverde weinig problemen op. Naar het noorden heeft men uitzicht op het Val Müstair. In Sta. Maria gaat de weg in westelijke richting naar de Ofenpas, die door het Zwitsers Nationaal Park voert, en in oostelijk richting naar het Italiaanse Val Venosta (Vinschau).

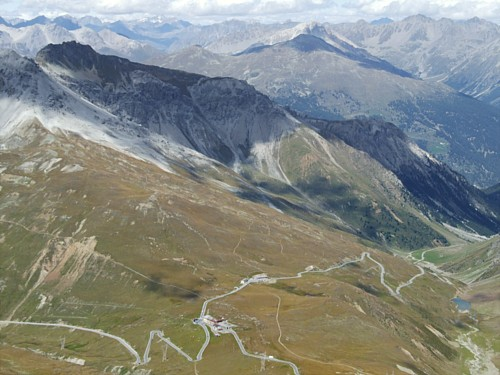
De Umbrailpas gezien vanaf de Monte Scorluzzo
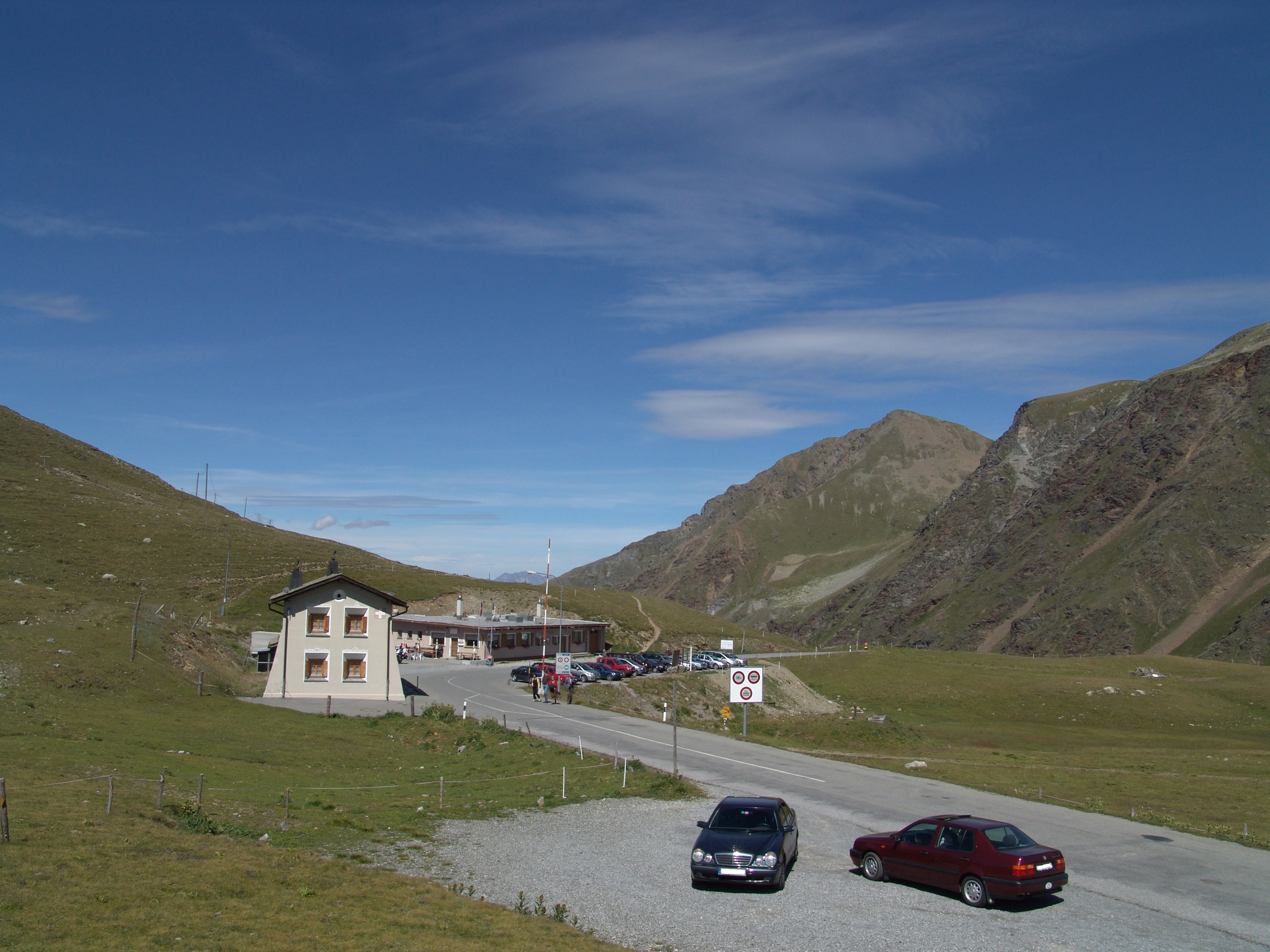
Zwitsers-Italiaanse grens